# مینیاتور پینشر

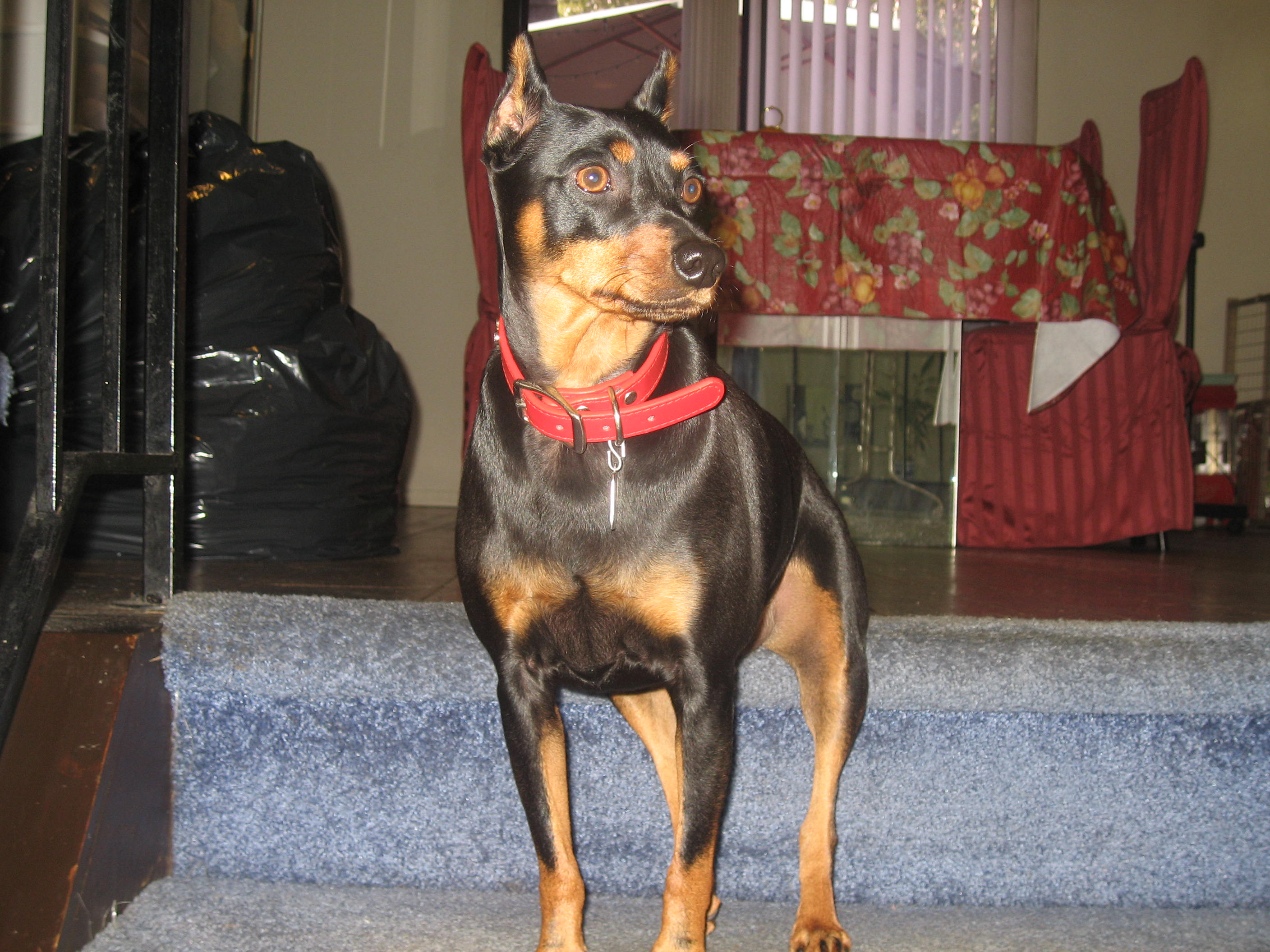
مینیاتور پینچِر

مینیاتور پینچِر سگی است از گروه سگ‌های عروسکی دارای موهای کوتاه و صاف، سگی است کوچک و بازیگوش و نیاز به مراقبت نسبتاً زیادی دارد.

## تاریخچه
بر خلاف اعتقاد عمومی مردم جد مینیاتور پینچِر نژاد دابِرمَن نمی‌باشد و در حقیقت قدمت مینیاتور پینچِر بیشتر از دابِرمَن است. موطن این نژاد آلمان می‌باشد و اجداد او را تریرها و German Pinscher تشکیل می‌دهند. این نژاد برای کنترل جمعیت و شکار موشها خصوصاً در اسطبل‌ها مورد استفاده قرار می‌گرفت. همچنین ممکن است نژا Italian Greyhound در به وجود آمدن این سگ کوچک و پر سرعت دخیل باشد. کلمه Pinscher در زبان آلمانی به معنای تریر می‌باشد.

## خصوصیات بارز ظاهری
مینیاتور پینچِر سگی است با جثه کوچک، عضلانی و پوشش نرم و براق. پاهای جلویی صاف، پنجه‌ها کوچک و شبیه به پنجه گربه می‌باشد. ماهیچه‌ها قدرتمند و به تناسب خوبی در مقایسه با بدن سگ قرار دارد. دارای دندانهای منظم و چشمان تیره و براق است. پوشش خارجی کوتاه مینیاتور پینچِر به رنگهای قرمز، مشکی، سرخ و شکلاتی یافت می‌شود.
وزن در نرها: (۴-۵) ک.گ، در ماده ها: (۴) ک.گ
ارتفاع در نرها: (۲۵-۳۰) س.م، در ماده ها: (۲۵-۲۸) س.م
عمر متوسط این نژاد معمولاً ۱۵ سال یا بیشتر است.

## خصوصیات بارز اخلاقی
مینیاتور پینچِر سگی کوچک، سرسخت و بسیار وابسته می‌باشد. این نژاد مغرور و شجاع علاقه زیادی به عوعو کردن دارد. نسبت به صاحبش با وفا، هوشیار و پر انرژی است. بسیار شجاع و سرزنده و به‌طور کلی خصوصیات نژادهای بزرگ را در یک جثه کوچک دارا می‌باشد. نسبت به کودکان و دیگر حیوانات کوچک رفتار آرامی دارد، به غریبه‌ها خو نمی‌گیرد و مطیع و باهوش است.

## نگارخانه

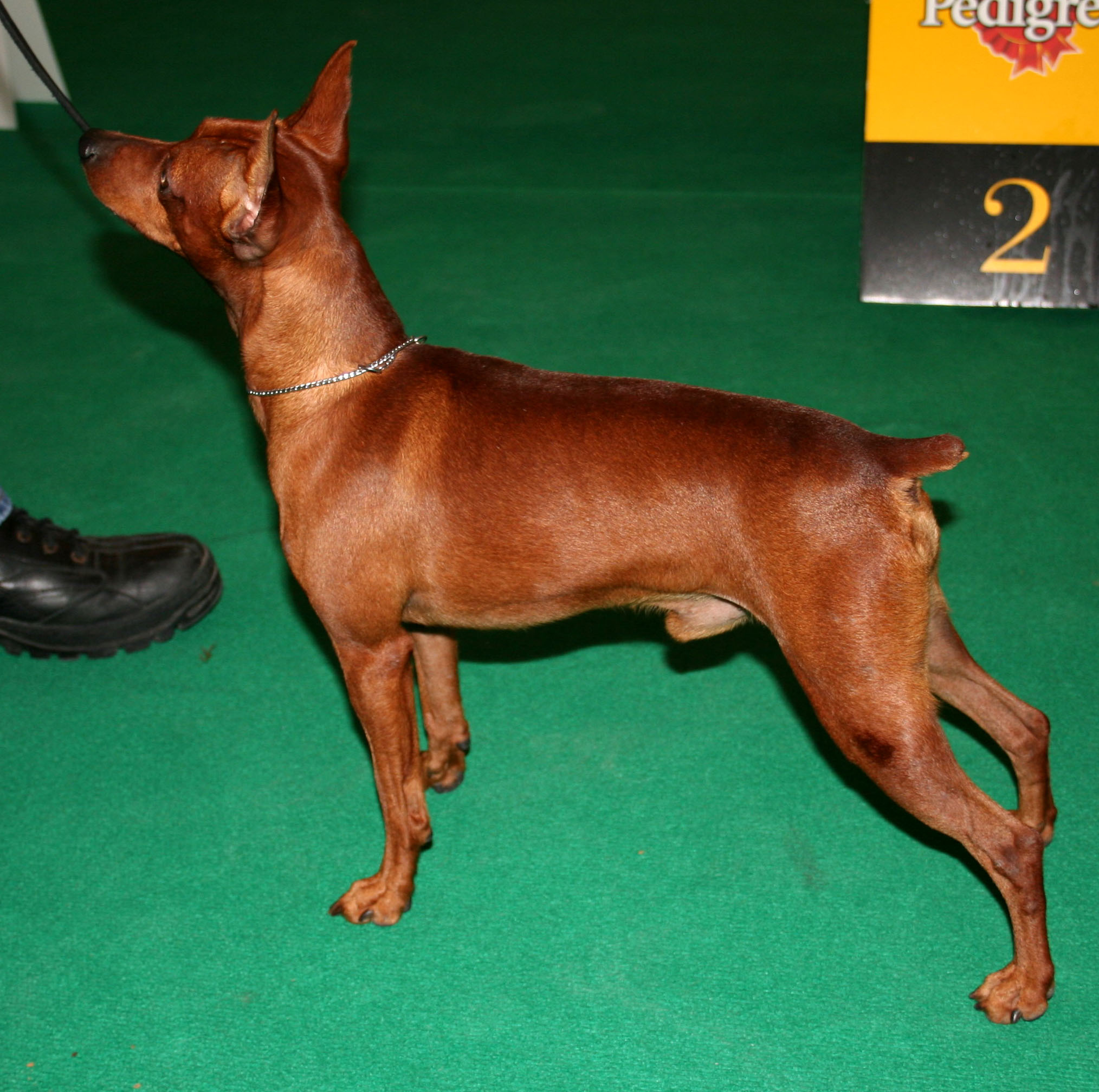
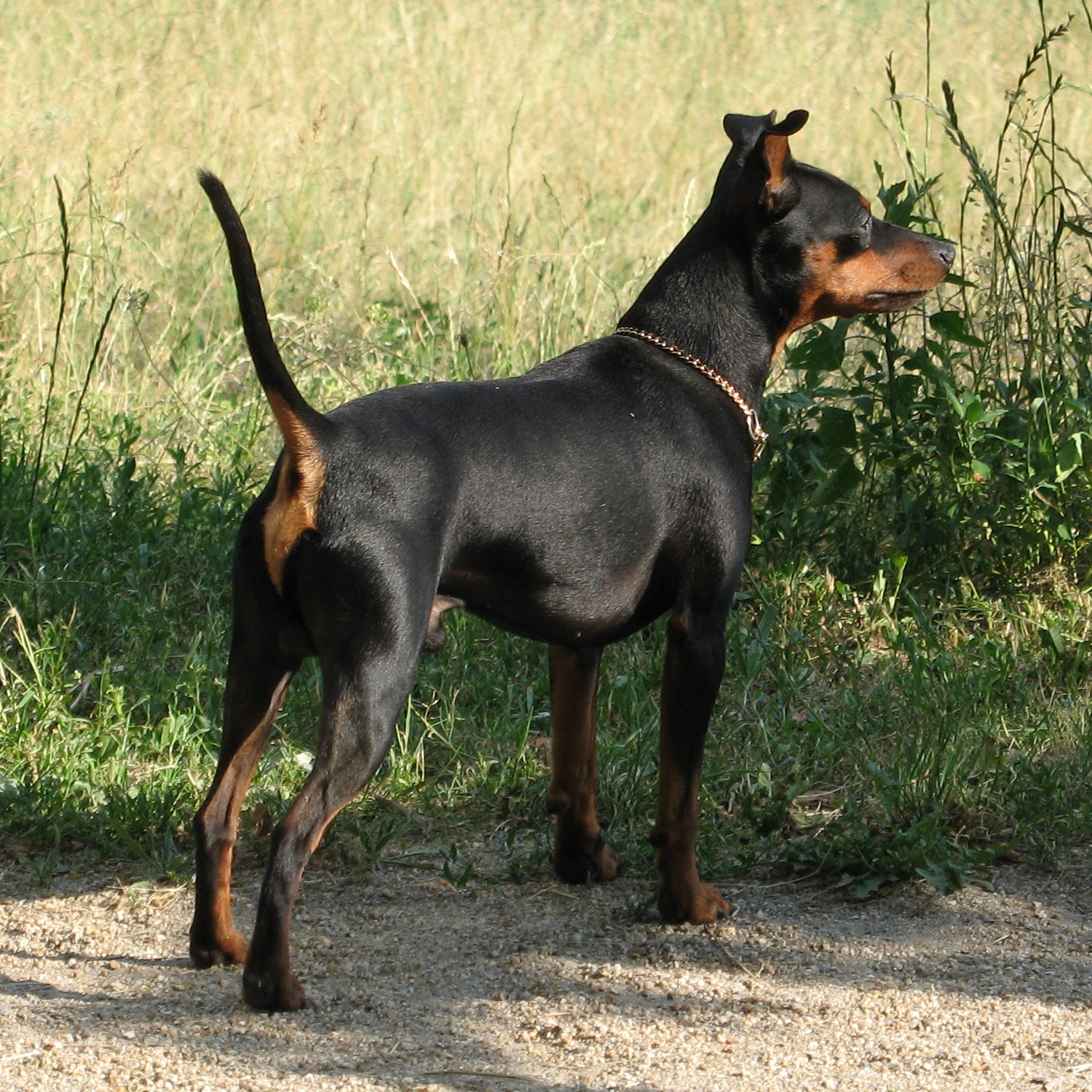
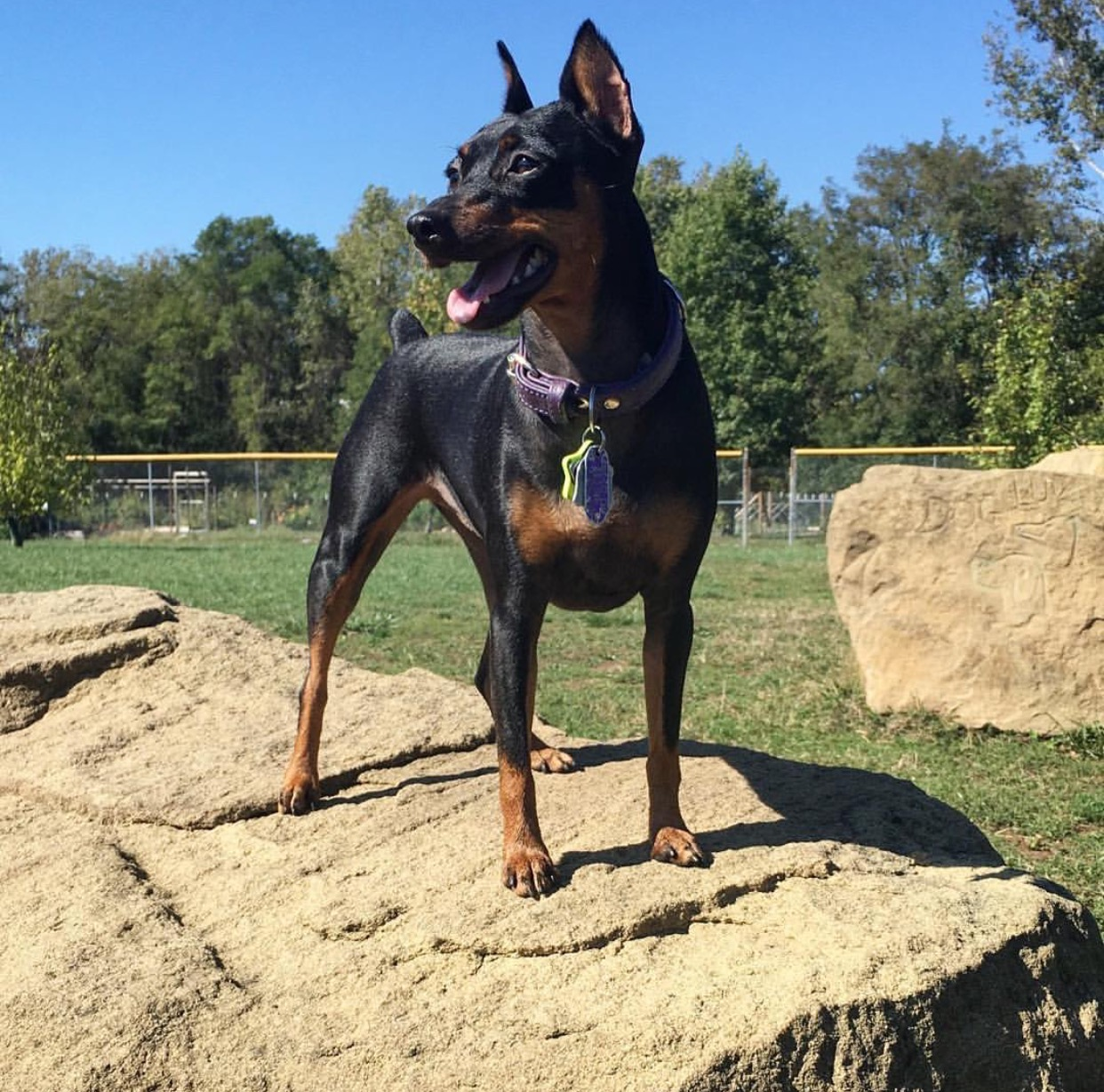